# Pays-Bas aux Jeux olympiques d'été de 2000
Les Pays-Bas participent aux Jeux olympiques d'été de 2000 à Sydney. 243 athlètes néerlandais y ont obtenu 25 médailles : 12 d'or, 9 d'argent et 4 de bronze.

## Nombre d'athlètes qualifiés par sport
Voici la liste des qualifiés et sélectionnés Néerlandais par sport (remplaçants compris) :
| Sport      | Hommes | Femmes | Total |
| ---------- | ------ | ------ | ----- |
| Athlétisme | 8      | 2      | 10    |
| Aviron     | 20     | 13     | 33    |
| Badminton  | 3      | 5      | 8     |
| Baseball   | 12     | 0      | 12    |
| Cyclisme   | 14     | 4      | 18    |
| Équitation | 1      | 3      | 4     |

## Liste des médaillés néerlandais

### Médailles d'or
| Sport               | Discipline                      | Athlète(s) | Performance                            | Date         |
| Médailles d'or : 12 |                                 | |                                        |              |
| Cyclisme sur piste  | Poursuite individuelle féminine | Leontien van Moorsel | Victoire contre Clignet 3 min 33 s 960 | 18 septembre |
| Cyclisme sur route  | Course en ligne féminine        | Leontien van Moorsel | 3 h 6 min 31 s                         | 26 septembre |
| Cyclisme sur route  | Contre la montre féminin        | Leontien van Moorsel | 42 min 0 s                             | 30 septembre |
| Équitation          | Dressage individuel             | Anky van Grunsven sur Bonfire | 239,18 -pts                            | 30 septembre |
| Équitation          | Saut d'obstacles individuel     | Jeroen Dubbeldam sur Sjiem | 4,00 -pts                              | 1er octobre  |
| Hockey sur gazon    | Tournoi masculin                | Ronald Jansen Erik Jazet Wouter van Pelt Bram Lomans Diederik van Weel Stephan Veen Jeroen Delmee Jaques Brinkmann Remco van Wijk Teun de Nooijer Jaap-Derk Buma Peter Windt Sander van der Weide Piet-Hein Geeris Marten Eikelboom | Victoire 3 - 3 contre la Corée du Sud  | 30 septembre |
| Judo                | Moins de 90 kg hommes           | Mark Huizinga | Victoire par Ippon contre Honorato     | 20 septembre |
| Natation            | 100 m papillon féminin          | Inge de Bruijn | 56 s 61                                | 17 septembre |
| Natation            | 200 m nage libre masculin       | Pieter van den Hoogenband | 1 min 45 s 35                          | 18 septembre |
| Natation            | 100 m nage libre masculin       | Pieter van den Hoogenband | 48 s 30                                | 20 septembre |
| Natation            | 100 m nage libre féminin        | Inge de Bruijn | 53 s 83                                | 21 septembre |
| Natation            | 50 m nage libre féminin         | Inge de Bruijn | 24 s 32                                | 23 septembre |

### Médailles d'argent
| Sport                  | Discipline                          | Athlète(s) | Performance                                | Date         |
| Médailles d'argent : 9 |                                     | |                                            |              |
| Aviron                 | Deux de couple féminin              | Pieta van Dishoeck Eeke van Nes | 7 min 0 s 36                               | 23 septembre |
| Aviron                 | Quatre de couple masculin           | Jochem Verberne Dirk Lippits Diederik Simon Michiel Bartman                                                                                  | 5 min 47 s 91                              | 24 septembre |
| Aviron                 | Huit féminin                        | Anneke Venema Carin ter Beek Nelleke Penninx Pieta van Dishoeck Eeke van Nes Tessa Appeldoorn Marieke Westerhof Elien Meijer Martijntje Quik | 6 min 9 s 39                               | 24 septembre |
| Cyclisme sur piste     | Course aux points féminine          | Leontien van Moorsel | 16 pts                                     | 21 septembre |
| Équitation             | Dressage par équipes                | Ellen Bontje sur Silvano Anky van Grunsven sur Bonfire Arjen Teeuwissen sur Goliath Coby van Baalen sur Ferro                                | 5 579,00 -pts                              | 26 septembre |
| Équitation             | Saut d'obstacles individuel         | Albert Voorn sur Lando | 8,00 -pts                                  | 1er octobre  |
| Natation               | Relais 4 x 100 m nage libre féminin | Manon van Rooijen Wilma van Hofwegen Inge de Bruijn Thamar Henneken Chantal Groot                                                            | 3 min 39 s 83                              | 16 septembre |
| Tennis                 | Double dames                        | Kristie Boogert Miriam Oremans | Défaite 1-6 / 1-6 contre Williams/Williams | 28 septembre |
| Voile                  | Europe femmes                       | Margriet Matthijsse | 39 pts                                     | 29 septembre |

### Médaille de bronze
| Sport                   | Discipline                           | Athlète(s) | Performance                       | Date         |
| Médailles de bronze : 4 |                                      | |                                   |              |
| Hockey sur gazon        | Tournoi féminin                      | Clarnda Sinnige Macha van der Vaart Julie Deiters Fatima Moreira de Melo Hanneke Smabers Dillianne van de Boogaard Margje Teeuwen Mijntje Donners Ageeth Boomgaardt Myma Veenstra Minke Smabers Carole Thate Fleur van de Kieft Minke Booij Daphne Touw | Victoire 2 - 0 contre l'Espagne   | 29 septembre |
| Natation                | Relais 4 x 200 m nage libre masculin | Martijn Zuijdweg Johan Kenkhuis Pieter van den Hoogenband Marcel Wouda Mark van der Zijden | 7 min 12 s 70                     | 19 septembre |
| Natation                | 50 m nage libre masculin             | Pieter van den Hoogenband | 22 s 03                           | 22 septembre |
| Tir à l’arc             | Épreuve individuelle hommes          | Wietse van Alten | Victoire 114-109 contre Petersson | 20 septembre |

## Athlétisme

### Hommes
| Athlète       | Épreuve             | Séries        | Séries      | Quarts de finale | Quarts de finale | Demi-finales  | Demi-finales | Finale          | Finale  |
| Athlète       | Épreuve             | Temps         | Rang        | Temps            | Rang             | Temps         | Rang         | Temps           | Rang    |
| ------------- | ------------------- | ------------- | ----------- | ---------------- | ---------------- | ------------- | ------------ | --------------- | ------- |
| Bram Som      | 800 m               | 1 min 48 s 58 | 3e          | Eliminé          | Eliminé          | Eliminé       | Eliminé      | Eliminé         | Eliminé |
| Marko Koers   | 1 500 m             | 3 min 39 s 16 | 8e          | Non disputé      | Non disputé      | 3 min 39 s 42 | 8e           | Eliminé         | Eliminé |
| Kamiel Maase  | Marathon            | Non disputé   | Non disputé | Non disputé      | Non disputé      | Non disputé   | Non disputé  | 2 h 16 min 24 s | 13e     |
| Greg Van Hest | Marathon            | Non disputé   | Non disputé | Non disputé      | Non disputé      | Non disputé   | Non disputé  | 2 h 18 min 00 s | 25e     |
| Robin Korving | 110 m haies         | DNS           | /           | Eliminé          | Eliminé          | Eliminé       | Eliminé      | Eliminé         | Eliminé |
| Simon Vroemen | 3000 mètres steeple | 8 min 22 s 13 | 3e          | Non disputé      | Non disputé      | Non disputé   | Non disputé  | 8 min 37 s 87   | 12e     |

| Athlète          | Épreuve          | Qualification | Qualification | Finale      | Finale  |
| Athlète          | Épreuve          | Performance   | Rang          | Performance | Rang    |
| ---------------- | ---------------- | ------------- | ------------- | ----------- | ------- |
| Wilbert Pennings | Saut en hauteur  | 2,20 m        | 23e           | Eliminé     | Eliminé |
| Rens Blom        | Saut à la perche | 5,65 m        | 15e           | Eliminé     | Eliminé |

### Femmes
| Athlète                | Épreuve  | Séries  | Séries  | Quarts de finale | Quarts de finale | Demi-finales | Demi-finales | Finale          | Finale |
| Athlète                | Épreuve  | Temps   | Rang    | Temps            | Rang             | Temps        | Rang         | Temps           | Rang   |
| ---------------------- | -------- | ------- | ------- | ---------------- | ---------------- | ------------ | ------------ | --------------- | ------ |
| Nadja Wijenberg-Ilyina | Marathon | Eliminé | Eliminé | Eliminé          | Eliminé          | Eliminé      | Eliminé      | 2 h 32 min 29 s | 22e    |

| Athlète      | Épreuve         | Qualification | Qualification | Finale      | Finale |
| Athlète      | Épreuve         | Performance   | Rang          | Performance | Rang   |
| ------------ | --------------- | ------------- | ------------- | ----------- | ------ |
| Lieja Koeman | Lancer du poids | 17,99 m       | 11e           | 17,96 m     | 9e     |

## Aviron

### Hommes
| Athlète(s) | Compétition                      | Série         | Série | Repêchage     | Repêchage   | Demi-finale   | Demi-finale | Finale                 | Finale            |
| Athlète(s) | Compétition                      | Temps         | Rang  | Temps         | Rang        | Temps         | Rang        | Temps                  | Rang              |
| --- | -------------------------------- | ------------- | ----- | ------------- | ----------- | ------------- | ----------- | ---------------------- | ----------------- |
| Gerard Egelmeers | Skiff                            | 7 min 05 s 48 | 2e    | 7 min 04 s 25 | 1er         | 7 min 07 s 14 | 4e          | Finale B 6 min 55 s 29 | 1er               |
| Jochem Verberne Dirk Lippits Diederik Simon Michiel Bartman                                                                       | Quatre de couple                 | 5 min 54 s 57 | 2e    | Non disputé   | Non disputé | 5 min 47 s 80 | 2e          | Finale A 5 min 47 s 91 | Médaille d'argent |
| Adri Middag Peter Van Der Noort Niels van der Zwan Gerritjan Eggenkamp Geert-Jan Derksen Gijs Cirkel Nico Rienks Merijn Van Oijen | Huit                             | 5 min 36 s 42 | 3e    | 5 min 44 s 91 | 4e          | Non disputé   | Non disputé | Finale B 5 min 36 s 63 | 2e                |
| Maarten Van Der Linden Pepijn Aardewijn                                                                                           | Deux de couple poids légers      | 6 min 38 s 62 | 3e    | 6 min 36 s 99 | 2e          | 6 min 43 s 80 | 6e          | Finale B 6 min 40 s 18 | 6e                |
| Joris Trooster Jeroen Spaans Simon Kolkman Robert Van Der Vooren                                                                  | Quatre sans barreur poids légers | 6 min 14 s 37 | 2e    | Non disputé   | Non disputé | 6 min 03 s 25 | 5e          | Finale B 6 min 05 s 96 | 2e                |

### Femmes
| Athlète(s) | Compétition                 | Série         | Série | Repêchage     | Repêchage   | Demi-finale   | Demi-finale | Finale                 | Finale            |
| Athlète(s) | Compétition                 | Temps         | Rang  | Temps         | Rang        | Temps         | Rang        | Temps                  | Rang              |
| --- | --------------------------- | ------------- | ----- | ------------- | ----------- | ------------- | ----------- | ---------------------- | ----------------- |
| Pieta van Dishoeck Eeke van Nes | Deux de couple              | 7 min 10 s 55 | 2e    | 7 min 08 s 98 | 1er         | Non disputé   | Non disputé | 7 min 00 s 36          | Médaille d'argent |
| Marloes Bolman Femke Dekker | Deux sans barreur           | 7 min 47 s 99 | 5e    | 7 min 40 s 00 | 4e          | Non disputé   | Non disputé | 7 min 27 s 22          | 4e                |
| Anneke Venema Carin ter Beek Nelleke Penninx Pieta van Dishoeck Eeke van Nes Tessa Appeldoorn Marieke Westerhof Elien Meijer Martijntje Quik | Huit                        | 6 min 11 s 29 | 1er   | Non disputé   | Non disputé | Non disputé   | Non disputé | 6 min 09 s 39          | Médaille d'argent |
| Kirsten van der Kolk Marit van Eupen | Deux de couple poids légers | 7 min 18 s 04 | 3e    | 7 min 10 s 46 | 1er         | 7 min 07 s 16 | 2e          | Finale A 7 min 17 s 89 | 6e                |

## Badminton

### Hommes
| Athlète                     | Compétition   | 1/32 de finale   | 1/16 de finale        | 1/8 de finale    | Quarts de finale | Demi-finales     | Finale           | Finale 3eplace   | Rang    |
| Athlète                     | Compétition   | Adversaire Score | Adversaire Score      | Adversaire Score | Adversaire Score | Adversaire Score | Adversaire Score | Adversaire Score | Rang    |
| --------------------------- | ------------- | ---------------- | --------------------- | ---------------- | ---------------- | ---------------- | ---------------- | ---------------- | ------- |
| Dennis LensQuinten Van Dalm | Double hommes | Non disputé      | Défaite Thaïlande 0-2 | Eliminé          | Eliminé          | Eliminé          | Eliminé          | Eliminé          | Eliminé |

### Femmes
| Athlète                                 | Compétition  | 1/32 de finale   | 1/16 de finale       | 1/8 de finale          | Quarts de finale   | Demi-finales     | Finale           | Finale 3eplace   | Rang    |
| Athlète                                 | Compétition  | Adversaire Score | Adversaire Score     | Adversaire Score       | Adversaire Score   | Adversaire Score | Adversaire Score | Adversaire Score | Rang    |
| --------------------------------------- | ------------ | ---------------- | -------------------- | ---------------------- | ------------------ | ---------------- | ---------------- | ---------------- | ------- |
| Judith Meulendijks                      | Simple dames | Non disputé      | Défaite Zhaoying 1-2 | Eliminé                | Eliminé            | Eliminé          | Eliminé          | Eliminé          | Eliminé |
| Mia Audina                              | Simple dames | Non disputé      | Victoire McGinn 2-0  | Victoire Chan 2-0      | Défaite Martin 0-2 | Eliminé          | Eliminé          | Eliminé          | Eliminé |
| Lotte Bruil-Jonathans Nicole Van Hooren | Double dames | Non disputé      | Non disputé          | Victoire Allemagne 2-0 | Défaite Chine 2-0  | Eliminé          | Eliminé          | Eliminé          | Eliminé |

### Mixtes
| Athlète                          | Compétition  | 1/32 de finale   | 1/16 de finale         | 1/8 de finale      | Quarts de finale            | Demi-finales     | Finale           | Finale 3eplace   | Rang    |
| Athlète                          | Compétition  | Adversaire Score | Adversaire Score       | Adversaire Score   | Adversaire Score            | Adversaire Score | Adversaire Score | Adversaire Score | Rang    |
| -------------------------------- | ------------ | ---------------- | ---------------------- | ------------------ | --------------------------- | ---------------- | ---------------- | ---------------- | ------- |
| Erica van den Heuvel Chris Bruil | Double mixte | Non disputé      | Victoire Australie 2-0 | Victoire Chine 2-0 | Défaite Grande-Bretagne 0-2 | Eliminé          | Eliminé          | Eliminé          | Eliminé |

## Baseball
- Rikkert Faneyte
- Ralph Milliard
- Sharnol Adriana
- Hensley Meulens
- Percy Isenia
- Jeffrey Cranston
- Johnny Balentina
- Robert Eenhoorn
- Dirk Van't Klooster
- Reily Legito
- Jurriaan Lobbezoo
- Ferenc Jongejan
- Coach : Pat Murphy

| Épreuve  | Phase de groupes       | Phase de groupes    | Phase de groupes       | Phase de groupes    | Phase de groupes         | Phase de groupes           | Phase de groupes    | Demi-finale         | Finale / MB         | Rang    |
| Épreuve  | Adversaire Résultat    | Adversaire Résultat | Adversaire Résultat    | Adversaire Résultat | Adversaire Résultat      | Adversaire Résultat        | Adversaire Résultat | Adversaire Résultat | Adversaire Résultat | Rang    |
| -------- | ---------------------- | ------------------- | ---------------------- | ------------------- | ------------------------ | -------------------------- | ------------------- | ------------------- | ------------------- | ------- |
| Baseball | Victoire Australie 0-0 | Défaite Japon 0-1   | Défaite États-Unis 1-2 | Défaite Cuba 0-1    | Défaite Corée du Sud 0-2 | Défaite Afrique du Sud 0-0 | Victoire Italie 2-0 | Eliminé             | Eliminé             | Eliminé |

## Cyclisme

### Route

#### Hommes
| Athlète          | Compétition      | Temps               | Rang |
| ---------------- | ---------------- | ------------------- | ---- |
| Erik Dekker      | Course en ligne  | DNF                 | /    |
| Koos Moerenhout  | Course en ligne  | DNF                 | /    |
| Tristan Hoffman  | Course en ligne  | 5 h 36 min 14 s     | 79e  |
| Léon van Bon     | Course en ligne  | 5 h 30 min 46 s     | 24e  |
| Max van Heeswijk | Course en ligne  | 5 h 30 min 46 s     | 14e  |
| Erik Dekker      | Contre-la-montre | 1 h 01 min 40 s 363 | 29e  |
| Koos Moerenhout  | Contre-la-montre | 1 h 01 min 27 s 159 | 26e  |

#### Femmes
| Athlète                       | Compétition      | Temps           | Rang          |
| ----------------------------- | ---------------- | --------------- | ------------- |
| Chantal Beltman               | Course en ligne  | 3 h 10 min 34 s | 37e           |
| Mirjam Melchers               | Course en ligne  | 3 h 06 min 31 s | 12e           |
| Leontien Zijlaard-van Moorsel | Course en ligne  | 3 h 06 min 31 s | Médaille d'or |
| Mirjam Melchers               | Contre-la-montre | 44 min 12 s 876 | 11e           |
| Leontien Zijlaard-van Moorsel | Contre-la-montre | 42 min 00 s 781 | Médaille d'or |

### Piste

#### Hommes
| Athlète                                                       | Compétition           | Qualification        | Qualification | Quart de finale                 | Demi-finale                     | Finale                          | Finale  |
| Athlète                                                       | Compétition           | Temps Vitesse (km/h) | Rang          | Adversaire Temps Vitesse (km/h) | Adversaire Temps Vitesse (km/h) | Adversaire Temps Vitesse (km/h) | Rang    |
| ------------------------------------------------------------- | --------------------- | -------------------- | ------------- | ------------------------------- | ------------------------------- | ------------------------------- | ------- |
| John den Braber Robert Slippens Jens Mouris Wilco Zuijderwijk | Poursuite par équipes | 4 min 09 s 590       | 7e            | Overtaken                       | Eliminé                         | Eliminé                         | Eliminé |

| Athlète                    | Compétition           | Points | Rang |
| -------------------------- | --------------------- | ------ | ---- |
| Wilco Zuijderwijk          | Course aux points     | 3      | 18e  |
| Danny Stam Robert Slippens | Course à l'américaine | 8      | 8e   |

#### Femmes
| Athlète                       | Compétition            | Qualification  | Demi-finales             | Match pour le bronze     | Match pour le bronze | Finale                   | Finale        |
| Athlète                       | Compétition            | Temps Vitesse  | Adversaire Temps Vitesse | Adversaire Temps Vitesse | Rang                 | Adversaire Temps Vitesse | Rang          |
| ----------------------------- | ---------------------- | -------------- | ------------------------ | ------------------------ | -------------------- | ------------------------ | ------------- |
| Leontien Zijlaard-van Moorsel | Poursuite individuelle | 3 min 31 s 570 | 3 min 30 s 816           | Non disputé              | Non disputé          | 3 min 30 s 816           | Médaille d'or |

| Athlète              | Compétition       | Points | Rang              |
| -------------------- | ----------------- | ------ | ----------------- |
| Leontien van Moorsel | Course aux points | 16     | Médaille d'argent |

### BMX

#### Hommes
| Athlète         | Compétition   | Temps              | Rang |
| --------------- | ------------- | ------------------ | ---- |
| Patrick Tolhoek | Cross-country | DNF                | /    |
| Bart Brentjens  | Cross-country | 2 h 14 min 41 s 95 | 12e  |
| Bas van Dooren  | Cross-country | 2 h 14 min 37 s 26 | 11e  |

#### Femmes
| Athlète        | Compétition   | Temps              | Rang |
| -------------- | ------------- | ------------------ | ---- |
| Corine Dorland | Cross-country | 1 h 59 min 59 s 36 | 17e  |

## Equitation
| Athlète             | Épreuve              | R1          | R1          | R2          | R2          | R3      | R3                |
| Athlète             | Épreuve              | Points      | Rang        | Points      | Rang        | Points  | Rang              |
| ------------------- | -------------------- | ----------- | ----------- | ----------- | ----------- | ------- | ----------------- |
| Arjen Teeuwissen    | Dressage             | 73.24       | 6e          | 70.46       | 17e         | Eliminé | Eliminé           |
| Ellen Bontje        | Dressage             | 71.44       | 9e          | 72.60       | 7e          | 73.55   | 6e                |
| Coby van Baalen     | Dressage             | 74.92       | 3e          | 71.34       | 8e          | 75.10   | 5e                |
| Anky van Grunsven   | Dressage             | 75.00       | 2e          | 78.13       | 1er         | 86.05   | Médaille d'or     |
| Equipe des Pays-Bas | Dressage par équipes | Non disputé | Non disputé | Non disputé | Non disputé | 5,579   | Médaille d'argent |